# Шазо, Эгмонт фон
Эгмо́нт фон Шазо́ (нем. Egmont von Chasôt, фр. Isaac François Egmonde Vicomte de Chasôt; 18 февраля 1716, Кан — 24 августа 1797, Любек) — прусский офицер французского происхождения, комендант ганзейского города Любека.

## Биография
Эгмонт фон Шазо происходил из бургундской дворянской семьи, получил образование во французской армии. Бежал к немцам из-за участия в смертельной для его соперника дуэли. Был представлен королю Фридриху Великому и понравился ему. Художник Адольф фон Менцель в 1852 году изобразил Эгмонта фон Шазо в свите короля Пруссии на двух картинах: «Фридрих Великий и танцовщица Барбарина с шевалье де Шазо, графом Альгаротти и генералом Ротенбургом» и «Концерт для флейты Фридриха Великого в Сан-Суси». На прусской службе Шазо принял участие в битвах при Мольвице и при Гогенфридберге. Король Фридрих II наградил его орденом Pour le Mérite и присвоил графский титул. В 1740 году граф Шазо командовал гвардейским стрелковым батальоном. После ещё одной дуэли в 1746 году Шазо был приговорён к заключению в крепость Шпандау, но отношения с Фридрихом при этом не пострадали. Спустя месяц король его помиловал. В 1750 году Эгмонт фон Шазо получил звание подполковника, но в 1752 году вновь оказался в Пруссии в опале.
Шазо сначала отправился в Стрелиц, где он уже неоднократно бывал с 1740 года и даже обзавёлся дворцом. Он приобрёл увеселительный дворец у южной границы города, который впоследствии превратился в городское поместье Марли, и стал первым директором придворной капеллы, основанной в 1728 году в Мекленбург-Стрелице. Любимец герцогини Доротеи Софии, супруги Адольфа Фридриха III, Шазо часто бывал при стрелицком дворе.
После смены власти в Мекленбург-Стрелице в 1752—1753 годах Шазо по всей вероятности вновь оказался в немилости и направился в Любек. В 1754 году он получил права гражданина Любека. В 1759 году был назначен комендантом города и генерал-лейтенантом любекского городского регулярного войска. В этом звании он не участвовал в значимых сражениях, но сумел минимизировать ущерб, нанесённый Любеку в опасных для города ситуациях в ходе Семилетней войны, хотя высокие запросы Шазо обошлись горожанам в копеечку. Шазо построил себе перед городскими воротами на Вакенице внушительное здание, которое назвал «Марли» в честь французского дворца Марли. В браке с Камиллой (1744—1820), дочерью итальянского художника Стефано Торелли, родилось двое сыновей: Фридрих Ульрих (1761—1800) и Людвиг Август Фридрих Адольф. Крёстным старшего сына стал король Фридрих, что свидетельствовало о восстановлении их дружеских связей. Оба сына Эгмонта фон Шазо служили в прусской армии.